# Treatment Action Campaign

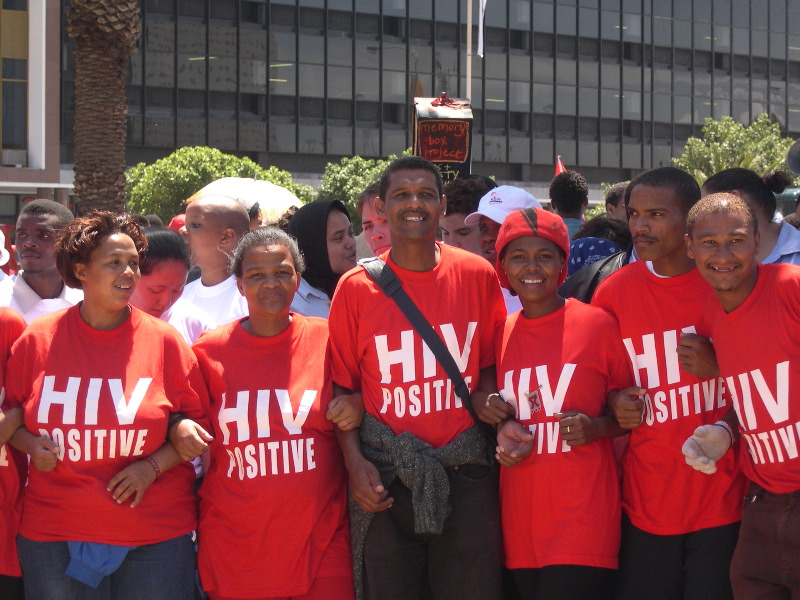
TAC-Aktion vor dem südafrikanischen Parlament, Februar 2003

Die Treatment Action Campaign (TAC) ist eine am 10. Dezember 1998 von Zackie Achmat und weiteren 10 Personen aus Protest gegen die HIV-Medikamenten-Politik der damaligen Regierung gegründete südafrikanische Nichtregierungsorganisation, in der fast alle Mitglieder ehrenamtlich mitwirken. Ihre Unterstützter tragen bei öffentlichen Aktionen T-Shirts mit der Aufschrift HIV-POSITIVE.

## Organisation
Die Organisation setzt sich dafür ein, dass allen AIDS-Kranken geholfen werden kann. Die wichtigsten Anliegen von TAC sind eine intensive Aufklärungsarbeit und der Kampf um bezahlbare Medikamente für HIV-positive Menschen in Südafrika. Im Jahr 2002 erlangte die Organisation vor dem südafrikanischen Verfassungsgericht einen fundamentalen Erfolg, nach dessen Urteil die Regierung des Landes zum vorsorgenden Gesundheitsschutz durch die Bereitstellung von antiretroviralen Medikamenten für Mütter bei der Geburt ihrer Kinder verpflichtet wurde.
In der TAC wirken etwa 8.000 Mitglieder, denen 182 Büros in sieben der neun Provinzen Südafrikas für die organisatorische Arbeit zur Verfügung stehen. Nach Einschätzung der Organisation sind 12 Prozent der südafrikanischen Bevölkerung HIV-positiv, davon ein Viertel der Altersgruppe zwischen 15 und 49 Jahren. Im Land empfingen Mitte 2014 etwa 2,4 Millionen Menschen eine antiretrovirale Therapie.
TAC ist Partner von Brot für die Welt und wird von Ashoka unterstützt.
Am 30. August 2006 bezeichnete die New York Times TAC als „probably the world’s most effective AIDS group“ (deutsch etwa: „die vermutlich weltweit effizienteste AIDS-Aktivistengruppe“).

## Audio
- Die AIDS-Leugner – Der fatale Irrweg der Christine Maggiore, Podcast, in 5 Teilen, Deutschlandfunk Januar 2024